# 16479 Paulze
16479 Paulze (1990 QK7) là một tiểu hành tinh vành đai chính được phát hiện ngày 20 tháng 8 năm 1990 bởi E. W. Elst ở Đài thiên văn Nam Âu.